# 陕西师范大学
陕西师范大学，简称陕西师大、陕师大，是中华人民共和国教育部直属的一所综合性师范大学，是国家“211工程”重点建设学校，国家优势学科创新平台项目建设高校。
陕西师范大学被誉为西北地区“教师的摇篮”，是六所实行师范生免费教育的部属师范大学之一。

## 学校历史
陕西师范大学的前身是创立于1944年的陕西省立师范专科学校。1949年5月，陕西省立师范专科学校与国立西北大学文学院教育系合并，成立西北大学师范学院。1954年西北大学师范学院更名为西安师范学院。1960年西安师范学院与成立于1956年的陕西师范学院合并，成立陕西师范大学。1978年划归教育部直属。2005年被确定为国家“211工程”重点建设的高等学校。
建校80多年来，在刘泽如、李绵、郭琦等老一代教育家的领导下，在几代师大人的努力下，学校立足西部，面向全国，已发展成为一所有重要影响的综合性一流师范大学，为国家培养各类毕业生13万余人，形成“厚德、积学、励志、敦行”的优良校风。学校目前面向全国 31 个省（市、区）招生，还在港、澳、台地区招收研究生。
现任党委书记李晓兵，校长游旭群教授。

### 文革往事
文革开始至1968年9月，全校900多名教职工中近三分之一遭受迫害，14人被迫害致死，其中包括“九三”学社的创始人之一、著名地理学家黄国璋。

## 学校概况

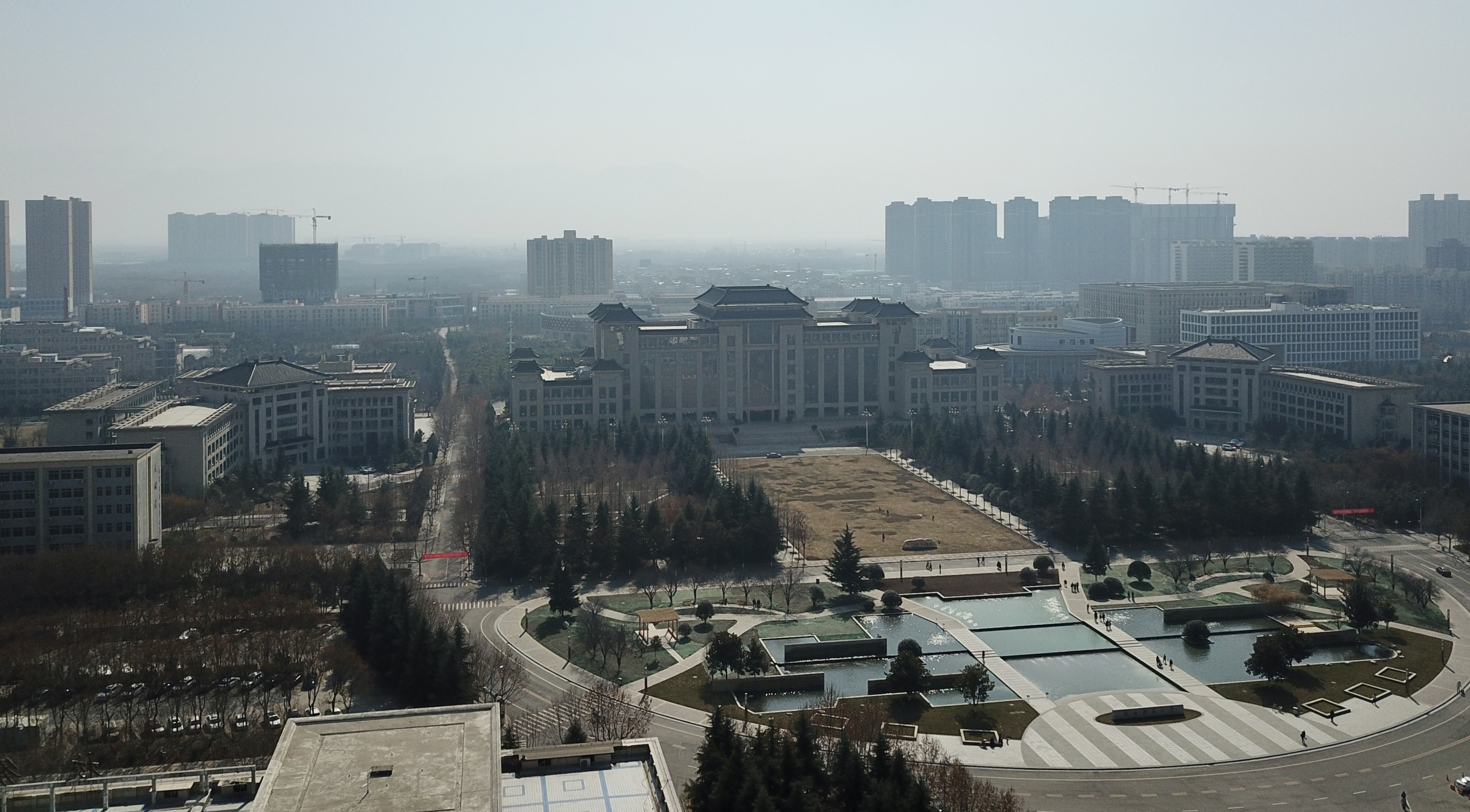
长安校区天际线

### 校区

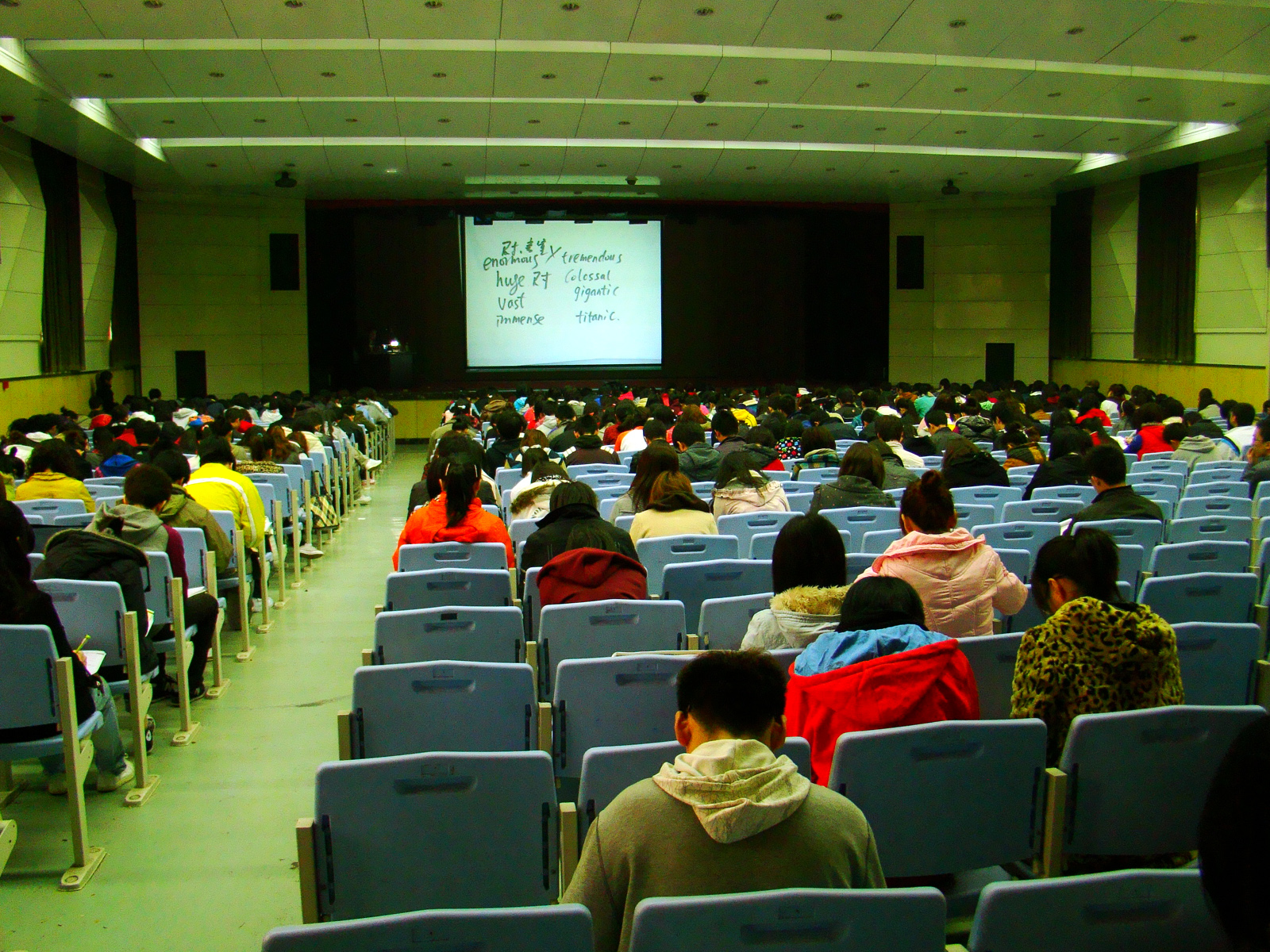
课堂

陕西师范大学位于世界四大历史文化名城之一的古都西安，占地面积2800亩，建有长安、雁塔两个校区。长安校区从2000年开始建设，位于西安郭杜教育科技产业开发区，目前已成为学校的主校区，主要承担本科三、四年级和研究生的教育培养任务；雁塔校区已有六十多年的办学历史，主要承担本科一、二年级基础课和通识课教学以及教师教育、继续教育、远程教育、培训以及留学生教育等任务。

### 学科与师生

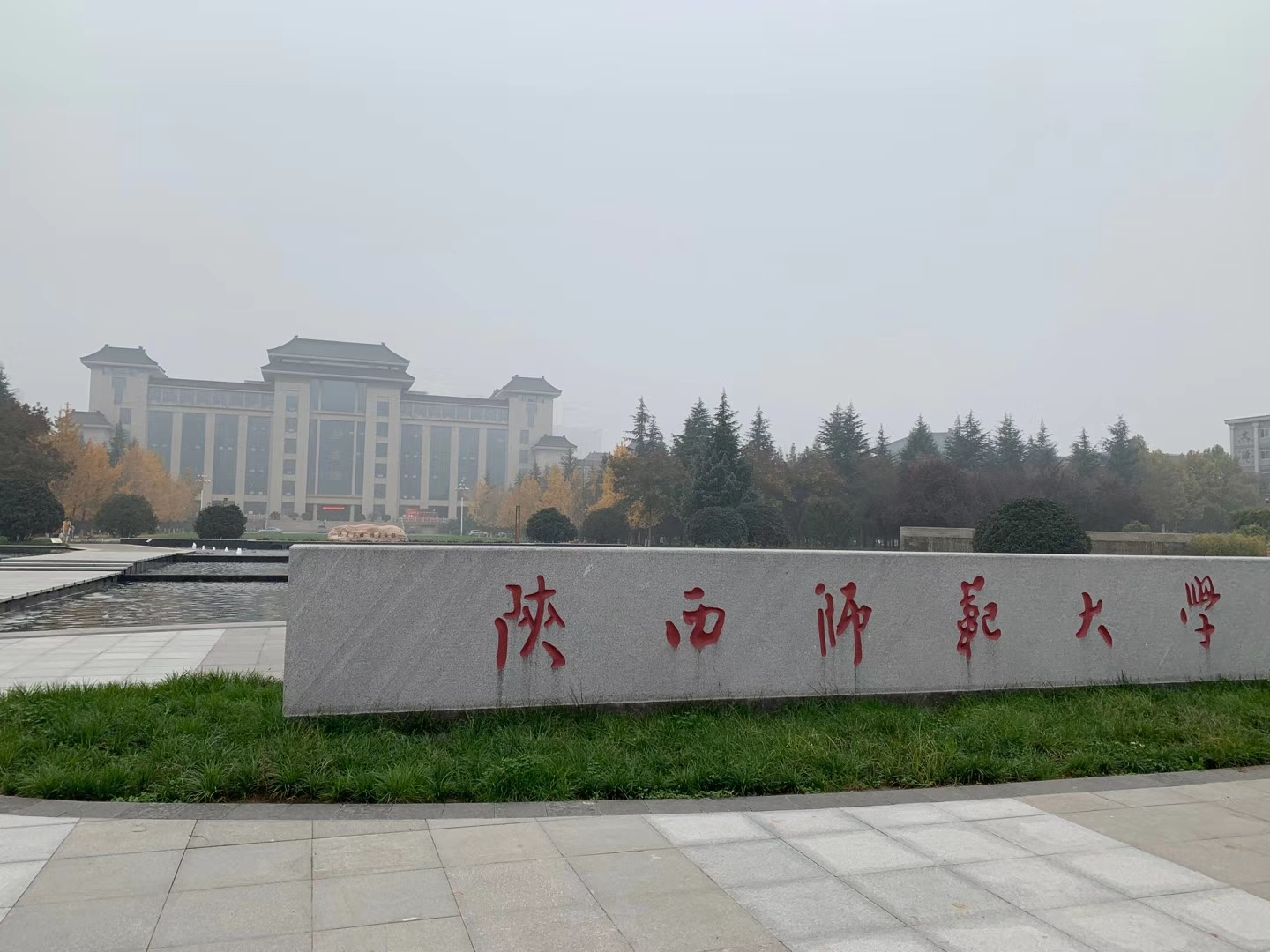
校门

学校现设有21个学院，1个基础实验教学中心及民族教育学院（预科教育），65个本科专业，18个博士后科研流动站，18个一级博士学位授权点，112个博士学位授权学科专业，41个一级硕士学位点，197个二级硕士学位点，1个教育博士专业学位点，24个硕士专业学位点（含工程硕士9个领域）。
在国家现有13个学科门类中，陕西师范大学的学位授权点覆盖哲学、经济学、法学、教育学、文学、历史学、理学、工学、管理学、农学、医学、艺术学等12个学科门类；有国家重点学科4个，4篇博士论文入选全国百篇优秀博士论文，5篇博士论文入选全国优秀博士学位论文提名论文；有国家基础学科人才培养和科学研究基地2个，国家工程实验室1个，国家级实验教学示范中心3个，教育部人文社会科学研究基地1个，国家体育总局体育社会学重点研究基地1个，教育部重点实验室和工程研究中心4个，陕西省重点实验室和工程研究中心 8个，陕西省人文社会科学重点研究基地4个，陕西省实验教学示范中心7个，各类研究中心（所）60个。学校设有远程教育学院、教师干部教育学院等办学机构，此外，还设有教育部西北高师师资培训中心、教育部西北教育管理干部培训中心、教育部基础教育课程研究中心、陕西省基础教育资源研发中心以及中国唐史学会、中国古都学会等几十个学术团体和学术机构。

### 图书馆[6]
雁塔校区图书馆建于1956年，2016年被列为西安市第四批市级文物保护单位。长安校区图书馆建于2004年。

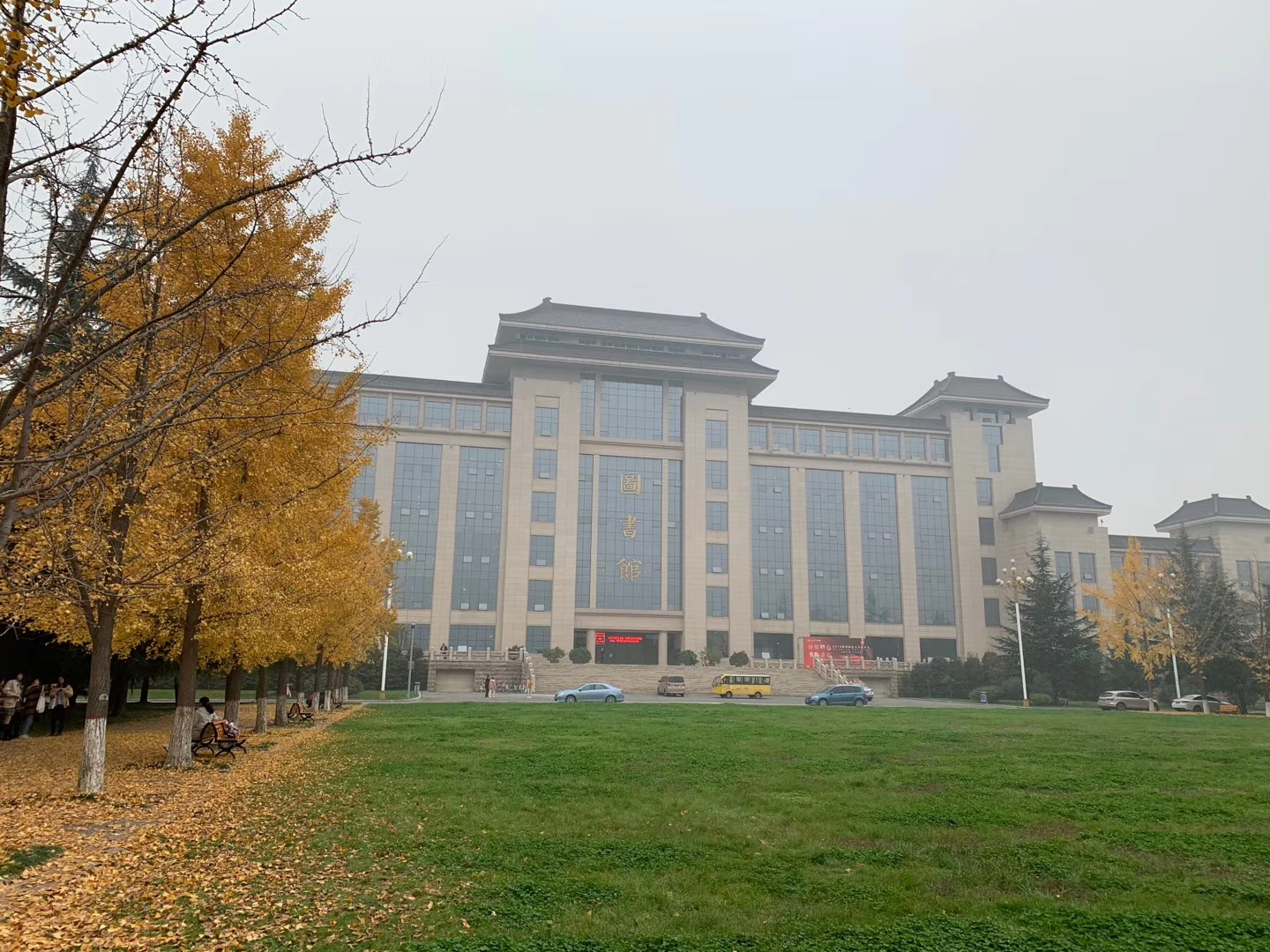
图书馆

两校区图书馆面积共计6.2万平方米。截至2017年底，图书馆有纸本藏书372万余册，电子图书730万册（包含学位论文503万册）。
图书馆是全国古籍保护重点单位。

### 博物馆
学校还设有博物馆，由妇女文化博物馆、历史文化博物馆、书画艺术博物馆三部分组成。

## 重点学科、国家重点实验室及人才培养基地

### 国家重点学科

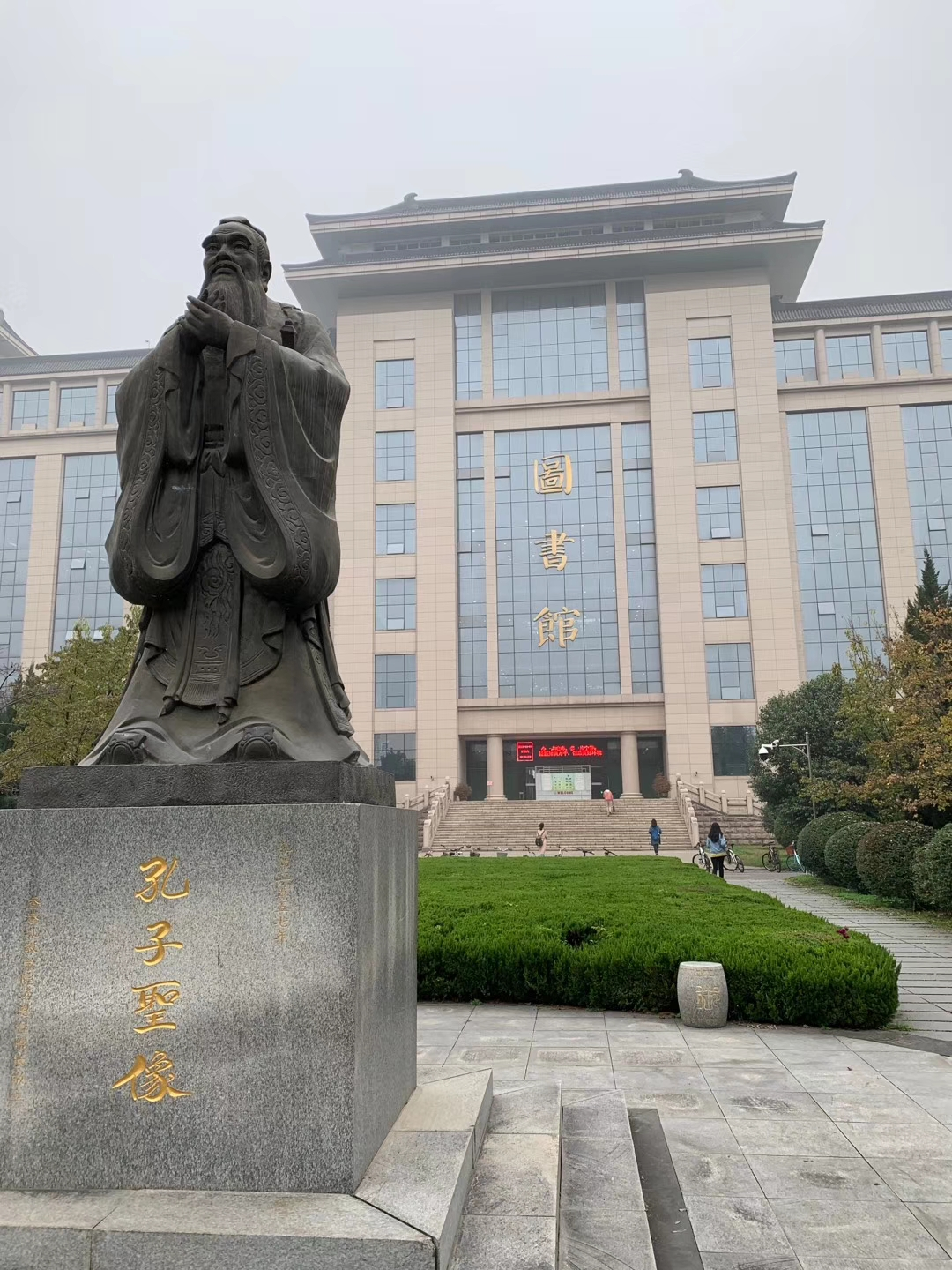
图书馆和前面的孔子像

- 图书馆和前面的孔子像历史地理学
- 中国古代史
- 中国古代文学
- 动物学

### 重点实验室
- 西北濒危药材资源开发国家工程实验室
- 药用植物资源与天然药物化学教育部重点实验室
- 应用表面与胶体化学教育部重点实验室
- 现代教学技术教育部重点实验室

### 工程研究中心
- 历史文化遗产保护教育部工程研究中心

### 人才培养基地

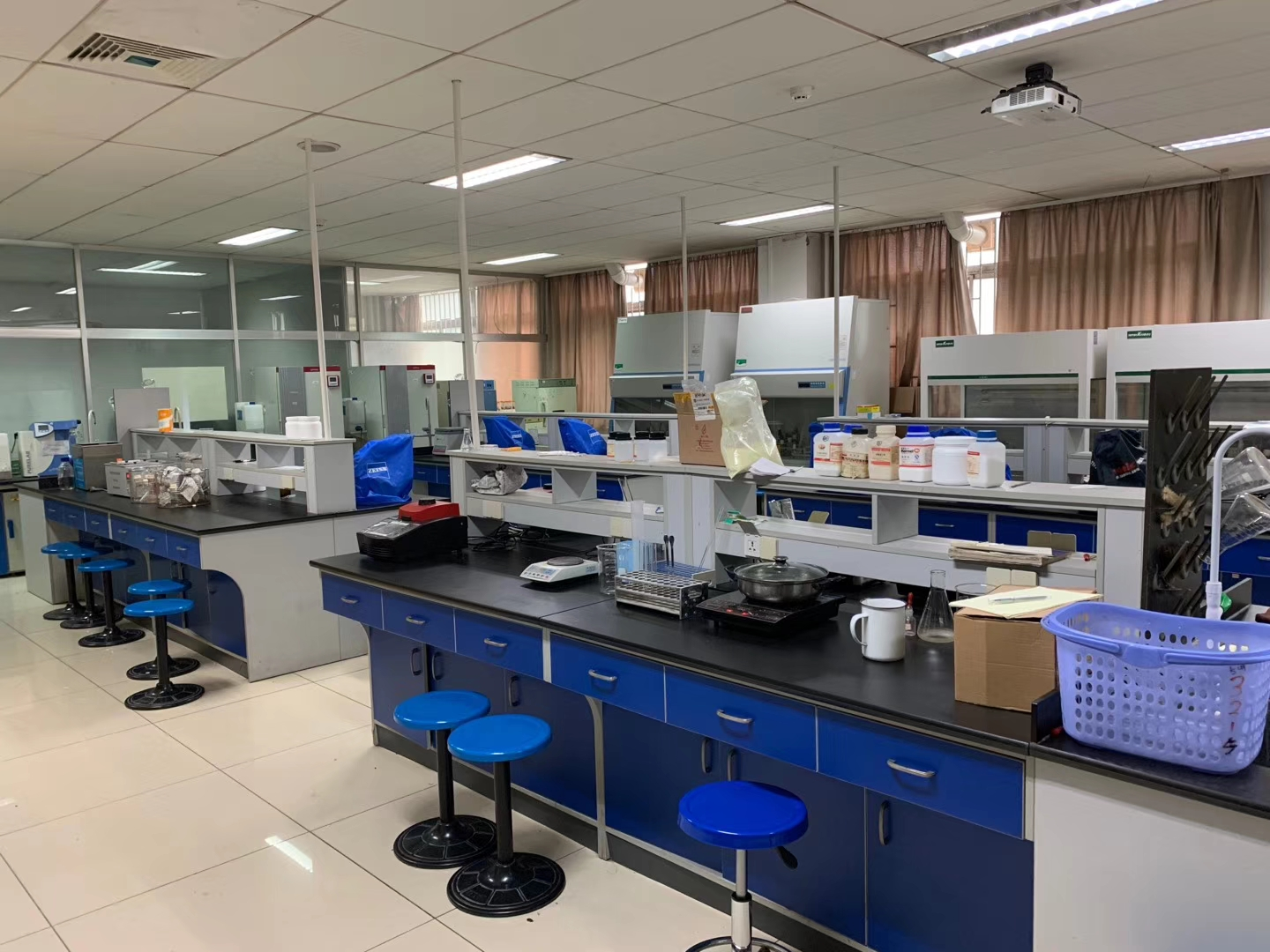
生物学实验室

- 生物学实验室教育部人文社会科学研究基地
- 国家体育总局体育社会学重点研究基地

## 组织机构

### 历任校长
1. 刘泽如（1960.12—1966.7）
2. 王志恒（军代表、革委会主任）1970.11—1973.11
3. 丛一平（革委会主任）1973.11—1977.06
4. 李绵（1977.06—1983.11）
5. 陈立人（1983.11—1986.05）
6. 王国俊（1986.05—1994.10）
7. 赵世超（1994.10—2004.05）
8. 房喻（2004.05—2014.05）[8]
9. 程光旭（2014.05—2018.01） [9][10]
10. 游旭群（2018.01—今）[11]

### 研究机构设置

#### 学院
| - 人文社科基础教学部 - 理工科基础教学部 - 政治经济学院 - 化学化工学院 - 材料科学与工程学院 - 教育学部 - 心理学院 - 音乐学院 - 计算机科学学院 | - 旅游与环境学院 - 新闻与传播学院 - 生命科学学院 - 食品工程与营养科学学院 - 文学院 - 外国语学院 - 历史文化学院 - 体育学院 - 数学与统计学院 | - 美术学院 - 物理学与信息技术学院 - 远程教育学院 - 国际商学院 - 国际汉学院 - 教师干部教育学院 - 民族教育学院 - 研究生院 |

#### 重要中心、研究院、研究所
| - 西北濒危药材资源开发国家工程实验室 - 应用表面与胶体化学教育部重点实验室 - 药用植物资源与天然药物化学教育部重点实验室 - 现代教学技术教育部重点实验室（筹） - 历史文化遗产保护教育部工程研究中心 - 陕西省生命分析化学重点实验室 - 陕西省大分子科学重点实验室 - 能源化学研究所 - 陕西省GAP工程技术研究中心 - 教育研究所 - 西方哲学研究所 - 古籍整理研究所 - 毛泽东思想研究所 - 教育管理科学研究所 - 环境资源与区域发展研究所 - 基础数学研究所 - 古典文献信息研究所 - 辞书编纂研究所 | - 经济研究所 - 文学研究所 - 唐史研究所 - 新闻出版科学研究所 - 动物研究所 - 基督教文化研究所 - 物理研究所 - 原子与分子物理研究所 - 应用声学研究所 - 分析科学研究所 - 生物技术及产品开发研究所 - 中小学计算机教育研究所 - 中国思想文化研究所 - 加拿大教育研究中心 - 人文研究所 - 文学影视研究中心 - 食品科学研究所 - 周秦汉唐文化研究中心 | - 运动生物学研究所 - 女性研究中心 - 教育考试研究所 - 西北经济发展研究中心 - 应用化学研究所 - 邓小平理论研究中心 - 艺术教育研究所 - 旅游开发研究中心 - 农产品深加工研究所 - 民族科技教育研究中心 - 妇女文化博物馆 - 陕西省果蔬深加工技术研究所 - 西北民族研究中心 - 体育人文社会科学研究中心 - 佛教研究所 - 西北历史环境与经济社会发展研究中心 （国家级） - 陕西省生物基础实验教学示范中心 |

## 学生与教师
陕西师范大学现有教职工近2800人，专任教师1530余人，具有博士、硕士学位的教师占教师总数逾八成，其中具有博士学位的近52% 。专任教师中有教授330余人，副教授520余人，博士生导师293人，双聘院士4人，国家突出贡献中青年专家5人，国家“千人计划”特聘教授1人，“长江学者奖励计划”讲座教授、特聘教授共4人。

### 学生社团
1999年，中央文明委授予陕西师范大学“全国精神文明建设先进单位”荣誉称号。陕西师范大学连续十五年被中宣部、教育部、团中央授予“全国大学生社会实践先进集体”。

## 学校标识

### 校训
厚德 积学 励志 敦行

### 校歌
陕西师范大学的校歌是《桃李香满园》。

### 校庆日
每年10月的第二个星期日。

## 知名校友

### 两院院士
- 傅伯杰：1982年毕业于地理系，中国科学院院士，现任中国科学院资源环境科学与技术局局长，研究员，博士生导师，中国科学院“百人计划”入选者，中国地理学会副理事长，国际景观生态学会副主席，国际长期生态系统研究网络副主席，Chinese Geographical Science 主编，Landscape Ecology等国际期刊编委。国家杰出青年基金获得者，国家基金委创新研究群体学术带头人，973项目首席科学家。
- 李灿：1982年2月至1983年8月在化学系进修，现任中国科学院大连化学物理研究所学位委员会主任，催化基础国家重点实验室主任和中法催化联合实验室中方主任。中国科学院院士，大连市政协副主席。[13]
- 戴琼海：1987年毕业于数科院，清华大学自动化系教授，中国工程院院士。
- 张平祥：1985年本科毕业于陕西师范大学物理系，1988年硕士毕业于陕西师范大学物理系低温物理专业，中国工程院院士。

### 学者
- 赵伟：1978年毕业于物理系，原伦斯勒理工学院（Rensselaer Polytechnic Institute）计算机科学系教授，原伦斯勒理工学院理学院院长。两项美国专利发明人，近年来发表论文180余篇，是IEEE的会士（Fellow）。作为海外华人科学家的杰出代表，被特邀参加中国二十一世纪发展战略国际论坛，先后受到江泽民总书记和朱镕基总理等党和国家领导人的多次接见。他现任中国科学院与德克萨斯A&M大学联合网络实验室主任，中国国家科学基金会“龙星计划”主任，及中国国内多所大学的客座教授。2008年，任职澳门大学校长。
- 刘生忠：国家“千人计划”特聘教授，研究成果发表在世界著名刊物上，包括美国的《Science》和英国的《Nature》。研究成果引起了广泛重视，其发表在《Science》上的C60分子结构被国际著名杂志长期用作封面照片，发表在英国《Nature》上的成果被许多报纸、刊物报道评论，多篇论文成为被“最多引用的论文”（most cited paper）。主要发明和专利中有多项已转化成工艺和产品，其它大部分被应用在生产上，其中“透明太阳能薄膜电池”荣获号称“发明家的奥斯卡奖”的“世界最佳发明奖”（R&D 100）。1998年入选 “世界科学家工程师名人录”。2011年，刘生忠教授入选国家第六批“千人计划”创新人才长期项目。2011年加入母校陕西师范大学，现为材料科学与工程学院教授、博士生导师。
- 白烨：1975年毕业于中文系，中国社会科学院文学研究所研究员，中国社会科学院研究生院教授，中国当代文学研究会常务副会长。
- 王红艳：博士生导师，复旦大学生命科学学院副院长。
- 钟明善：1960年毕业于中文系，现为中国书法家协会顾问。西安交通大学教授。
- 薛进军：陕西师范大学数学系应用数学专业学习，曾任陕西师范大学政治学系讲师，现任日本名古屋大学经济学院附属国际经济政策研究中心教授。
- 惠昌常：1982年毕业于数学系（硕士），现为北京师范大学数学科学学院教授、博士生导师，教育部长江学者奖励计划特聘教授。
- 朱学勤：1984年毕业于历史系（硕士），历史学家，著名学者。现为上海大学文学院历史系教授，博士生导师。
- 黄天树：1982年毕业于中文系，著名语言学家。现任首都师范大学文学院教授，博士生导师。
- 邢向东：1982年毕业于中文系，长江学者，教授，博士生导师。全国语言文字标准化技术委员会汉语语汇分标委委员，享受国务院特殊津贴。
- 马建峰：西安电子科技大学计算机学院院长，校内特聘教授，计算机系统结构专业和密码学专业博士生导师，计算机网络与信息安全教育部/信息产业部重点实验室主任，陕西省优秀留学回国人员。
- 王殿军，1982年1月毕业于数学系。现为清华大学附属中学长。[14]

### 官员
- 张耕：1968年毕业于政教系，现任全国政协教科文卫体委员会副主任，曾任最高人民检察院常务副检察长，一级大检察官，第十七届中央候补委员。
- 欧阳康：1982年毕业于政教系，现任中共华中科技大学党委副书记，哲学研究所所长，博士生导师。
- 董军：1997年9月-1999年7月在陕西师范大学原政教系经济学专业研究生课程班学习。现为西安市人民政府市长。
- 白云腾：1968年毕业于中文系，现任陕西省人大常委会副主任。
- 张伟：1982年毕业于政教系，现任陕西省政协副主席。
- 张世全：1983年毕业于政教系，现任中国人民解放军后勤指挥学院政治委员，党委书记。少将军衔。
- 张宁：西安市人民政府副市长。
- 任军号：现任云南省人民政府副省长、省公安厅厅长。
- 康耀红：现任海南省人大常委会副主任兼省科协主席，民盟中央常委、海南省委主委。
- 孟德利：男，汉族，1955年3月生，陕西泾阳人。 1979.09—1983.07 陕西师范大学政治教育系政治教育专业学习，现任西藏自治区政府副主席。
- 贾德永：1980年－1984年在陕西师范大学政教系学习，现任教育部巡视办主任。
- 胡增印：1980年－1984年在陕西师范大学政教系学习，现任中共长春市委副书记。

### 企业家
- 聂新勇：上海众合创业投资管理有限公司董事长兼总裁、新疆维吾尔自治区新勇教育基金会理事会主席。为母校捐资一亿元。长安校区现落成新勇学生活动中心。
- 郭家学：中国百强企业家
- 李江华：2003年－2007年在陕西师范大学计算机科学与技术专业学习，西安中天联创信息科技有限公司创始人。[15][16]

### 其他
- 东子：原名范景宇，中国第一套心理咨询手记丛书作者，2009年中国十大最具影响力家教作家之一，作品累计销量超过100万册。应邀为北京、上海、天津、广州、重庆、西安等100多个城市作相关演讲1000多场。《人民日报》、《中国青年报》、《中国教育报》、《光明日报》、中央电视台、中央人民广播电台等海内外800多家媒体报道过东子的教育理念和事迹。
- 曹宏亮：人民日报香港分社首任社长。
- 赵常青：1988年-1992年就读陕西师范大学历史系，八九学生民主运动的领袖之一，《零八宪章》签署人之一。

## 争议
- 2010年9月26日，陕西师范大学长安校区推出西安首个高校女性立式小便器，引发一时争议。[17][18]
- 2015年4月，学生处处长刘建军禁止穆斯林女生以宗教方式佩戴头巾，在问答网站知乎引起热议。[19]